# Murchad mac Diarmata
Murchad mac Diarmata (mort à Dublin en 1070), roi associé de Leinster de 1052 à 1070, roi de Dublin de 1059 à 1070 et roi de l’Ile de Man de 1061 à 1070.

## Biographie
Murchad était le fils aîné de Diarmait mac Mail na mBo roi de Leinster des Uí Cheinnselaigh. Il fut étroitement associé par son père au gouvernement du Leinster et du royaume scandinave de Dublin. À ce titre il conquit également le royaume de l’Ile de Man. Dès 1056 il apparait dans les annales d’Irlande comme seigneur du Leinster lorsqu’il est repoussé en subissant de lourdes pertes après avoir attaqué par surprise les Ui Laeghiare de Temhair.
Trois ans plus tard il est déjà roi des "Étrangers" i.e du royaume scandinave de Dublin sous l’autorité de son père lorsqu’il est défait le même jour que l’armée du Leinster par l’ennemi traditionnelle de sa famille Conchobar mac Domnaill Ua Máel Sechlainn, roi de Mide.
En 1060 il mène une expédition navale sur l'Ile de Man, impose un tribut et chasse le roi mac Raghnall.
À la tête de son armée d’"Étrangers" qui subit de lourdes pertes il ravage en 1069 le royaume de Mide et brûle de nombreuses églises
Les Annales d'Irlande qui le nomment roi de Leinster et des Étrangers "sous (l’autorité de) son père" relèvent sa mort sans doute de maladie à Ath-cliath le 21 novembre 1070 et précisent qu’il fut inhumé dans la ville.
Son père Diarmait mac Mail na mBo reprend alors directement en main les destinées des royaumes de Leinster et de Dublin jusqu’à sa propre mort au combat deux ans plus tard. 
Les Chroniques de Man indiquent par contre que le royaume de l’Ile de Man était aux mains d’un certain Godred Sigtryggsson mort selon elles vers 1070 mais que certains historiens identifient avec Godfraid mac Amlaib roi de Dublin entre 1070 et 1075.

## Descendance
D’une union avec une ou plusieurs épouses inconnues, Murchad mac Diarmatai laisse trois fils et une fille :
- Énna mac Murchada (mort en 1068) rigdama et  père de Diarmait mac Énnai Mac Murchada roi de Leinster de 1115 à 1117 mort à Ath-cliath en 1117[7]
- Domnall mac Murchada roi de Leinster de 1072 à 1075 mort en 1075[8].
- Donnchad mac Murchada roi de Leinster de 1098 à 1115 et prétendant au royaume de Dublin contre Muirchertach Mór mac Toirdhleabhach Ua Briain (tué en 1115[9])
- Gormlaith ingen Murchada morte en 1112 abbesse de Kildare en 1072 [10]

## Sources
- (en) Francis John Byrne ‘’Irish Kings and High-Kings Fours’’ Courts Press Dublin réédition de 2001 Appendix II Table 10 : Uí Cheinnselaigh,  Kings of Laigin p.  290.
- (en) Mike Ashley  The Mammoth Book of British Kings & Queens (England, Scotland and Wales) Robinson London (1998) (ISBN 1841190969) « Murchad mac Diarmait » p. 425.
- (en) Dictionary of Irish Biography  article de Ailbhe Mac Shamhrain,    Murchad
- (en) Bart Jaski, Genealogical tables of medieval Irish royal dynasties, Dublin, Four Courts Press, 2013 (ISBN 9781846824265), p. 122 Tableau-43 Mac. Murchada